# Distretto di Gwalior
Il distretto di Gwalior è un distretto del Madhya Pradesh, in India, di 1 629 881 abitanti. È situato nella divisione di Gwalior e il suo capoluogo è Gwalior.